# Sirius A
Sirius A is de helderste ster (na de zon) aan de hemel. Het is samen met Sirius B de dubbelster Sirius. Sirius A is een witte hoofdreeks en dus krachtiger dan de zon. De ster staat in het sterrenbeeld Grote Hond.